# Замосточский сельсовет
Замосточский сельсовет — упразднённая административная единица на территории Витебского района Витебской области Белоруссии. Населённые пункты входившие в состав Замосточского сельсовета переданы в ведение Шапечинского сельсовета.

## История
29 апреля 2004 года Замосточский сельсовет упразднён.

## Состав
Замосточский сельсовет включал 13 населённых пунктов:
- Большая Черница — деревня.
- Владимировка — деревня.
- Горовые — деревня.
- Замосточье — деревня.
- Ляденки — деревня.
- Лядище — деревня.
- Ляхи — деревня.
- Савченки — деревня.
- Скрыдлево — деревня.
- Слобода — деревня.
- Стриганцы — деревня.
- Чернецкий Мох — деревня.
- Шилки — деревня.